# اگنس مورتون
 اگنس مورتون (انگلیسی: Agnes Morton؛ زاده ۶ مارس ۱۸۷۲ درگذشته ۵ آوریل ۱۹۵۲) یک تنیس‌باز اهل بریتانیا بود.